# کریستینا برگ
کریستینا برگ (انگلیسی: Kristina Borg; ۳ سپتامبر ۱۸۴۴ – ۹ سپتامبر ۱۹۲۸) روزنامه‌نگار، سیاستمدار، و فعال حق رأی اهل سوئد بود.
در سال ۱۸۶۹، او با فردریک بورگ، سردبیر روزنامهٔ Öresundsposten که روزانه در این شهر منتشر می‌شد، ازدواج کرد. هنگامی که همسرش در سال ۱۸۹۵ درگذشت، کریستینا بورگ مالکیت روزنامه را به دست آورد و در سال ۱۹۱۳ به‌طور رسمی ناشر آن شد. بورگ افزون بر موفقیت چشمگیر در زمینهٔ روزنامه‌نگاری، ریاست شاخهٔ انجمن ملی حق رأی زنان در هلسینگبوری را برعهده داشت و همچنین عضو هیئت‌مدیرهٔ سازمان سراسری این انجمن بود. او از طرفداران اولیهٔ جنبش صلح بود و عضویت Sveriges Kvinnliga Fredsförening، انجمن زنان سوئد برای صلح، را نیز داشت. در سال ۱۹۰۶، او یکی از دو نمایندهٔ سوئدی بود که در کنگرهٔ صلح در میلان شرکت کرد.

## زندگی‌نامه
کریستینا یونزدوتتر در تاریخ ۳ سپتامبر ۱۸۴۴ در وسترا بروبی در نزدیکی هلسینگبوری به دنیا آمد. پدرش یونس آندشسون، کشاورز، و مادرش النا با نام پیشین پِرشدوتتر بود. او ششمین فرزند از هشت فرزند خانواده بود. در دههٔ ۱۸۶۰، در حالی که به‌عنوان منشی در روزنامهٔ روزانهٔ Öresunds-Posten کار می‌کرد، با فردریک تئودور بورگ آشنا شد؛ صاحب و سردبیر روزنامه، که در نهایت در سال ۱۸۶۹ با او ازدواج کرد.
پس از مرگ همسرش در سال ۱۸۹۵، کریستینا بورگ مالک روزنامه شد و در سال ۱۹۱۳ رسماً به‌عنوان ناشر و سردبیر آن منصوب گردید. از سال ۱۹۰۶، او ضمیمهٔ هفتگی با عنوان "Våra hem" (خانه‌های ما) را که دربارهٔ موضوعات خانوادگی بود، ویرایش می‌کرد. در سال ۱۹۱۹، به مناسبت هفتاد و پنجمین سالگرد تولدش، کارولینا ویدرستروم در مقاله‌ای در نشریهٔ رسترت فر کوینور (حق رأی برای زنان)، از «توانایی اقتصادی و استعداد روزنامه‌نگاری» او تمجید کرد. بورگ تا مدت کوتاهی پیش از مرگش، زمانی که در ۸۴ سالگی و در مواجهه با افزایش رقابت تصمیم به فروش روزنامه گرفت، به ادارهٔ آن ادامه داد.
در کنار موفقیت‌های برجسته در حوزهٔ روزنامه‌نگاری، کریستینا بورگ نقش فعالی در جنبش‌های اجتماعی و سیاسی زنان ایفا کرد. او ریاست شاخهٔ محلی انجمن ملی حق رأی زنان (سوئد) در هلسینگبوری را برعهده داشت و در سطح ملی نیز عضو هیئت‌مدیرهٔ انجمن بود. تعهد او به مسائل اجتماعی تنها به حوزهٔ حق رأی محدود نمی‌شد؛ او از مدافعان اولیهٔ صلح جهانی بود و در Sveriges Kvinnliga Fredsförening، انجمن زنان سوئدی برای صلح، عضویت داشت. شرکت او در کنگرهٔ صلح ۱۹۰۶ در میلان به‌عنوان یکی از دو نمایندهٔ سوئد، گواهی بر اهمیت جایگاهش در این جنبش بود.
او همچنین در کنار فعالیت‌های حرفه‌ای و اجتماعی‌اش، با افراد برجسته‌ای از جمله کارولینا ویدرستروم و دیگر فعالان جنبش زنان در ارتباط بود. مقالاتی که دربارهٔ او نوشته می‌شد، اغلب بر توانایی‌های مدیریتی، دقت در نگارش و سبک خاص روزنامه‌نگاری‌اش تأکید داشتند. بورگ با وجود چالش‌های متعدد در دوران خود، توانست در عرصه‌ای که عمدتاً در سلطهٔ مردان بود، جایگاهی مستقل و تأثیرگذار به دست آورد.
کریستینا بورگ سرانجام در تاریخ ۹ سپتامبر ۱۹۲۸ در شهر هلسینگبوری درگذشت.